# 尼克沙·卡莱布
尼克沙·卡莱布（1973年3月9日—），克罗地亚男子手球运动员。他曾代表克罗地亚国家队参加2004年夏季奥林匹克运动会手球比赛，获得一枚金牌。